# Eleições legislativas portuguesas de 2011 no distrito de Portalegre
| Eleições legislativas portuguesas de 2011 Distritos: Aveiro \| Beja \| Braga \| Bragança \| Castelo Branco \| Coimbra \| Évora \| Faro \| Guarda \| Leiria \| Lisboa \| Portalegre \| Porto \| Santarém \| Setúbal \| Viana do Castelo \| Vila Real \| Viseu \| Açores \| Madeira \| Estrangeiro |

## Resultados por Concelho
Os resultados nos concelhos do Distrito de Portalegre foram os seguintes:

### Alter do Chão
| Partido                 | Partido                        | Votos | %               | +/-  |
| ----------------------- | ------------------------------ | ----- | --------------- | ---- |
|                         | Partido Social Democrata       | 644   | 33,59 / 100,00  | 6,47 |
|                         | Partido Socialista             | 558   | 29,11 / 100,00  | 4,16 |
|                         | Coligação Democrática Unitária | 275   | 14,35 / 100,00  | 0,81 |
|                         | CDS – Partido Popular          | 249   | 12,99 / 100,00  | 2,38 |
|                         | Bloco de Esquerda              | 65    | 3,39 / 100,00   | 4,16 |
|                         | PCTP/MRPP                      | 35    | 1,83 / 100,00   | 0,79 |
|                         | Outros                         | 22    | 1,14 / 100,00   |      |
| Votos Inválidos         | Votos Inválidos                | 69    | 3,60 / 100,00   | 1,13 |
| Total                   | Total                          | 1 917 | 100,00 / 100,00 |      |
| Eleitorado/Participação | Eleitorado/Participação        | 3 218 | 59,57 / 100,00  | 2,26 |

| Freguesia     | %     | %     | %     | %     | %    | %    | Votantes |
| Freguesia     | PSD   | PS    | CDU   | CDS   | BE   | PCTP | Votantes |
| ------------- | ----- | ----- | ----- | ----- | ---- | ---- | -------- |
| Alter do Chão | 40,05 | 24,15 | 9,44  | 15,56 | 4,34 | 1,53 | 1 176    |
| Chancelaria   | 29,53 | 37,58 | 12,42 | 14,77 | 1,68 | 1,34 | 298      |
| Cunheira      | 22,77 | 43,30 | 13,39 | 5,36  | 1,79 | 4,46 | 224      |
| Seda          | 15,53 | 29,68 | 44,29 | 4,57  | 2,28 | 1,37 | 219      |
| Alter do Chão | 33,59 | 29,11 | 14,35 | 12,99 | 3,39 | 1,83 | 1 917    |

### Arronches
| Partido                 | Partido                        | Votos | %               | +/-  |
| ----------------------- | ------------------------------ | ----- | --------------- | ---- |
|                         | Partido Social Democrata       | 665   | 40,16 / 100,00  | 7,84 |
|                         | Partido Socialista             | 548   | 33,09 / 100,00  | 5,51 |
|                         | CDS – Partido Popular          | 147   | 8,88 / 100,00   | 2,55 |
|                         | Coligação Democrática Unitária | 124   | 7,49 / 100,00   | 0,23 |
|                         | Bloco de Esquerda              | 52    | 3,14 / 100,00   | 6,12 |
|                         | PCTP/MRPP                      | 26    | 1,57 / 100,00   | 0,44 |
|                         | Outros                         | 30    | 1,80 / 100,00   |      |
| Votos Inválidos         | Votos Inválidos                | 64    | 3,87 / 100,00   | 1,87 |
| Total                   | Total                          | 1 656 | 100,00 / 100,00 |      |
| Eleitorado/Participação | Eleitorado/Participação        | 2 843 | 58,25 / 100,00  | 8,87 |

| Freguesia | %     | %     | %     | %    | %    | %    | Votantes |
| Freguesia | PSD   | PS    | CDS   | CDU  | BE   | PCTP | Votantes |
| --------- | ----- | ----- | ----- | ---- | ---- | ---- | -------- |
| Assunção  | 40,55 | 30,39 | 8,03  | 9,55 | 4,17 | 1,63 | 984      |
| Esperança | 44,11 | 34,41 | 10,39 | 3,70 | 1,39 | 0,92 | 433      |
| Mosteiros | 31,38 | 41,84 | 9,62  | 5,86 | 2,09 | 2,51 | 239      |
| Arronches | 40,16 | 33,09 | 8,88  | 7,49 | 3,14 | 1,57 | 1 656    |

### Avis
| Partido                 | Partido                        | Votos | %               | +/-  |
| ----------------------- | ------------------------------ | ----- | --------------- | ---- |
|                         | Coligação Democrática Unitária | 1 151 | 43,04 / 100,00  | 0,32 |
|                         | Partido Socialista             | 582   | 21,77 / 100,00  | 3,48 |
|                         | Partido Social Democrata       | 533   | 19,93 / 100,00  | 5,90 |
|                         | CDS – Partido Popular          | 144   | 5,39 / 100,00   | 1,63 |
|                         | Bloco de Esquerda              | 86    | 3,22 / 100,00   | 5,08 |
|                         | PCTP/MRPP                      | 46    | 1,72 / 100,00   | 0,14 |
|                         | Outros                         | 41    | 1,53 / 100,00   |      |
| Votos Inválidos         | Votos Inválidos                | 91    | 3,40 / 100,00   | 0,70 |
| Total                   | Total                          | 2 674 | 100,00 / 100,00 |      |
| Eleitorado/Participação | Eleitorado/Participação        | 3 985 | 67,10 / 100,00  | 2,50 |

| Freguesia         | %     | %     | %     | %     | %    | %    | Votantes |
| Freguesia         | CDU   | PS    | PSD   | CDS   | BE   | PCTP | Votantes |
| ----------------- | ----- | ----- | ----- | ----- | ---- | ---- | -------- |
| Alcôrrego         | 65,20 | 15,60 | 8,40  | 4,40  | 2,00 | 1,20 | 250      |
| Aldeia Velha      | 48,10 | 14,76 | 15,71 | 9,05  | 2,38 | 1,90 | 210      |
| Avis              | 38,55 | 22,59 | 22,28 | 5,49  | 4,25 | 1,76 | 965      |
| Benavila          | 42,17 | 26,30 | 20,67 | 3,13  | 2,09 | 1,25 | 479      |
| Ervedal           | 41,13 | 20,28 | 24,51 | 4,23  | 2,82 | 1,97 | 355      |
| Figueira e Barros | 39,09 | 22,84 | 21,32 | 3,05  | 5,58 | 2,54 | 197      |
| Maranhão          | 71,43 | 9,52  | 0     | 4,76  | 0    | 4,76 | 21       |
| Valongo           | 38,07 | 24,87 | 18,27 | 12,18 | 2,03 | 1,52 | 197      |
| Avis              | 43,04 | 21,77 | 19,93 | 5,39  | 3,22 | 1,72 | 2 674    |

### Campo Maior
| Partido                 | Partido                        | Votos | %               | +/-  |
| ----------------------- | ------------------------------ | ----- | --------------- | ---- |
|                         | Partido Socialista             | 1 870 | 44,12 / 100,00  | 1,72 |
|                         | Partido Social Democrata       | 831   | 19,61 / 100,00  | 5,81 |
|                         | Coligação Democrática Unitária | 787   | 18,57 / 100,00  | 0,74 |
|                         | CDS – Partido Popular          | 258   | 6,09 / 100,00   | 1,89 |
|                         | Bloco de Esquerda              | 214   | 5,05 / 100,00   | 7,23 |
|                         | PCTP/MRPP                      | 74    | 1,75 / 100,00   | 0,28 |
|                         | Outros                         | 53    | 1,25 / 100,00   |      |
| Votos Inválidos         | Votos Inválidos                | 151   | 3,56 / 100,00   | 1,60 |
| Total                   | Total                          | 4 238 | 100,00 / 100,00 |      |
| Eleitorado/Participação | Eleitorado/Participação        | 7 592 | 55,82 / 100,00  | 2,87 |

| Freguesia                            | %     | %     | %     | %    | %    | %    | Votantes |
| Freguesia                            | PS    | PSD   | CDU   | CDS  | BE   | PCTP | Votantes |
| ------------------------------------ | ----- | ----- | ----- | ---- | ---- | ---- | -------- |
| Nossa Senhora da Expectação          | 41,99 | 23,99 | 15,82 | 6,05 | 5,53 | 1,86 | 1 934    |
| Nossa Senhora da Graça dos Degolados | 48,92 | 12,69 | 22,92 | 4,64 | 7,43 | 0,62 | 323      |
| São João Batista                     | 45,43 | 16,46 | 20,65 | 6,36 | 4,19 | 1,82 | 1 981    |
| Campo Maior                          | 44,12 | 19,61 | 18,57 | 6,09 | 5,05 | 1,75 | 4 238    |

### Castelo de Vide
| Partido                 | Partido                        | Votos | %               | +/-  |
| ----------------------- | ------------------------------ | ----- | --------------- | ---- |
|                         | Partido Social Democrata       | 712   | 37,55 / 100,00  | 8,66 |
|                         | Partido Socialista             | 585   | 30,85 / 100,00  | 6,36 |
|                         | CDS – Partido Popular          | 186   | 9,81 / 100,00   | 2,42 |
|                         | Coligação Democrática Unitária | 140   | 7,38 / 100,00   | 0,69 |
|                         | Bloco de Esquerda              | 91    | 4,80 / 100,00   | 7,54 |
|                         | PCTP/MRPP                      | 31    | 1,64 / 100,00   | 0,56 |
|                         | Outros                         | 64    | 3,38 / 100,00   |      |
| Votos Inválidos         | Votos Inválidos                | 87    | 4,59 / 100,00   | 1,27 |
| Total                   | Total                          | 1 896 | 100,00 / 100,00 |      |
| Eleitorado/Participação | Eleitorado/Participação        | 3 035 | 62,47 / 100,00  | 5,56 |

| Freguesia                                | %     | %     | %     | %     | %    | %    | Votantes |
| Freguesia                                | PSD   | PS    | CDS   | CDU   | BE   | PCTP | Votantes |
| ---------------------------------------- | ----- | ----- | ----- | ----- | ---- | ---- | -------- |
| Nossa Senhora da Graça de Póvoa e Meadas | 23,51 | 41,67 | 8,04  | 14,29 | 3,87 | 1,19 | 336      |
| Santa Maria da Devesa                    | 41,48 | 27,94 | 9,84  | 6,24  | 5,19 | 1,90 | 945      |
| Santiago Maior                           | 44,79 | 29,69 | 9,38  | 5,21  | 4,69 | 1,04 | 192      |
| São João Baptista                        | 36,64 | 29,31 | 11,35 | 5,44  | 4,73 | 1,65 | 423      |
| Castelo de Vide                          | 37,55 | 30,85 | 9,81  | 7,38  | 4,80 | 1,64 | 1 896    |

### Crato
| Partido                 | Partido                        | Votos | %               | +/-   |
| ----------------------- | ------------------------------ | ----- | --------------- | ----- |
|                         | Partido Social Democrata       | 699   | 32,82 / 100,00  | 11,85 |
|                         | Partido Socialista             | 699   | 32,82 / 100,00  | 8,23  |
|                         | Coligação Democrática Unitária | 293   | 13,76 / 100,00  | 2,60  |
|                         | CDS – Partido Popular          | 199   | 9,34 / 100,00   | 3,11  |
|                         | Bloco de Esquerda              | 70    | 3,29 / 100,00   | 4,97  |
|                         | PCTP/MRPP                      | 56    | 2,63 / 100,00   | 0,89  |
|                         | Outros                         | 30    | 1,40 / 100,00   |       |
| Votos Inválidos         | Votos Inválidos                | 84    | 3,95 / 100,00   | 1,65  |
| Total                   | Total                          | 2 130 | 100,00 / 100,00 |       |
| Eleitorado/Participação | Eleitorado/Participação        | 3 519 | 60,53 / 100,00  | 7,63  |

| Freguesia        | %     | %     | %     | %     | %    | %    | Votantes |
| Freguesia        | PSD   | PS    | CDU   | CDS   | BE   | PCTP | Votantes |
| ---------------- | ----- | ----- | ----- | ----- | ---- | ---- | -------- |
| Aldeia da Mata   | 35,54 | 35,95 | 9,92  | 10,74 | 2,89 | 1,65 | 242      |
| Crato e Mártires | 34,40 | 28,23 | 14,40 | 9,71  | 4,34 | 2,63 | 875      |
| Flor da Rosa     | 44,44 | 17,90 | 9,26  | 5,56  | 8,02 | 5,56 | 162      |
| Gáfete           | 27,77 | 41,17 | 14,56 | 10,29 | 1,36 | 1,36 | 515      |
| Monte da Pedra   | 27,93 | 40,78 | 14,53 | 8,38  | 1,12 | 3,35 | 179      |
| Vale do Peso     | 29,94 | 32,48 | 17,20 | 7,01  | 1,91 | 4,46 | 157      |
| Crato            | 32,82 | 32,82 | 13,76 | 9,34  | 3,29 | 2,63 | 2 130    |

### Elvas
| Partido                 | Partido                        | Votos  | %               | +/-  |
| ----------------------- | ------------------------------ | ------ | --------------- | ---- |
|                         | Partido Socialista             | 3 747  | 36,82 / 100,00  | 5,83 |
|                         | Partido Social Democrata       | 3 049  | 29,96 / 100,00  | 9,06 |
|                         | CDS – Partido Popular          | 1 319  | 12,96 / 100,00  | 1,97 |
|                         | Coligação Democrática Unitária | 638    | 6,27 / 100,00   | 0,34 |
|                         | Bloco de Esquerda              | 599    | 5,89 / 100,00   | 7,44 |
|                         | PCTP/MRPP                      | 151    | 1,48 / 100,00   | 0,26 |
|                         | Outros                         | 263    | 2,59 / 100,00   |      |
| Votos Inválidos         | Votos Inválidos                | 411    | 4,04 / 100,00   | 1,26 |
| Total                   | Total                          | 10 177 | 100,00 / 100,00 |      |
| Eleitorado/Participação | Eleitorado/Participação        | 20 210 | 50,36 / 100,00  | 0,11 |

| Freguesia                         | %     | %     | %     | %     | %    | %    | Votantes |
| Freguesia                         | PS    | PSD   | CDS   | CDU   | BE   | PCTP | Votantes |
| --------------------------------- | ----- | ----- | ----- | ----- | ---- | ---- | -------- |
| Ajuda, Salvador e Santo Ildefonso | 40,85 | 27,93 | 11,03 | 6,57  | 5,87 | 1,88 | 426      |
| Alcáçova                          | 44,76 | 25,76 | 11,07 | 5,83  | 5,94 | 1,52 | 858      |
| Assunção                          | 28,05 | 39,31 | 16,44 | 3,87  | 5,95 | 0,69 | 3 747    |
| Barbacena                         | 41,35 | 23,46 | 13,20 | 11,14 | 2,35 | 2,35 | 341      |
| Caia e São Pedro                  | 44,19 | 24,32 | 10,86 | 5,40  | 6,86 | 1,59 | 1 575    |
| Santa Eulália                     | 47,35 | 23,22 | 10,05 | 10,05 | 2,74 | 2,56 | 547      |
| São Brás e São Lourenço           | 38,28 | 26,43 | 12,50 | 5,34  | 5,34 | 2,08 | 768      |
| São Vicente e Ventosa             | 48,15 | 15,61 | 8,20  | 8,99  | 8,99 | 1,32 | 378      |
| Terrugem                          | 36,89 | 22,70 | 8,11  | 15,00 | 5,27 | 2,03 | 740      |
| Vila Boim                         | 38,13 | 23,57 | 13,09 | 7,20  | 7,04 | 3,27 | 611      |
| Vila Fernando                     | 32,26 | 38,71 | 12,37 | 3,76  | 6,45 | 0,54 | 186      |
| Elvas                             | 36,82 | 29,96 | 12,96 | 6,27  | 5,89 | 1,48 | 10 177   |

### Fronteira
| Partido                 | Partido                        | Votos | %               | +/-  |
| ----------------------- | ------------------------------ | ----- | --------------- | ---- |
|                         | Partido Social Democrata       | 687   | 35,39 / 100,00  | 7,53 |
|                         | Partido Socialista             | 649   | 33,44 / 100,00  | 6,05 |
|                         | Coligação Democrática Unitária | 226   | 11,64 / 100,00  | 0,09 |
|                         | CDS – Partido Popular          | 168   | 8,66 / 100,00   | 1,77 |
|                         | Bloco de Esquerda              | 83    | 4,28 / 100,00   | 4,49 |
|                         | PCTP/MRPP                      | 35    | 1,80 / 100,00   | 0,16 |
|                         | Outros                         | 31    | 1,58 / 100,00   |      |
| Votos Inválidos         | Votos Inválidos                | 62    | 3,19 / 100,00   | 1,41 |
| Total                   | Total                          | 1 941 | 100,00 / 100,00 |      |
| Eleitorado/Participação | Eleitorado/Participação        | 3 092 | 62,77 / 100,00  | 3,36 |

| Freguesia      | %     | %     | %     | %    | %    | %    | Votantes |
| Freguesia      | PSD   | PS    | CDU   | CDS  | BE   | PCTP | Votantes |
| -------------- | ----- | ----- | ----- | ---- | ---- | ---- | -------- |
| Cabeço de Vide | 29,15 | 35,24 | 16,61 | 8,67 | 3,87 | 2,40 | 542      |
| Fronteira      | 38,75 | 31,90 | 8,54  | 8,97 | 4,99 | 1,86 | 1 182    |
| São Saturnino  | 32,72 | 37,33 | 16,13 | 6,91 | 1,38 | 0    | 217      |
| Fronteira      | 35,39 | 33,44 | 11,64 | 8,66 | 4,28 | 1,80 | 1 941    |

### Gavião
| Partido                 | Partido                        | Votos | %               | +/-  |
| ----------------------- | ------------------------------ | ----- | --------------- | ---- |
|                         | Partido Socialista             | 1 064 | 42,12 / 100,00  | 4,55 |
|                         | Partido Social Democrata       | 660   | 26,13 / 100,00  | 7,67 |
|                         | Coligação Democrática Unitária | 290   | 11,48 / 100,00  | 0,96 |
|                         | CDS – Partido Popular          | 170   | 6,73 / 100,00   | 0,51 |
|                         | Bloco de Esquerda              | 129   | 5,11 / 100,00   | 5,89 |
|                         | PCTP/MRPP                      | 52    | 2,06 / 100,00   | 0,59 |
|                         | Outros                         | 60    | 2,39 / 100,00   |      |
| Votos Inválidos         | Votos Inválidos                | 101   | 4,00 / 100,00   | 1,14 |
| Total                   | Total                          | 2 526 | 100,00 / 100,00 |      |
| Eleitorado/Participação | Eleitorado/Participação        | 4 003 | 63,10 / 100,00  | 2,62 |

| Freguesia | %     | %     | %     | %    | %    | %    | Votantes |
| Freguesia | PS    | PSD   | CDU   | CDS  | BE   | PCTP | Votantes |
| --------- | ----- | ----- | ----- | ---- | ---- | ---- | -------- |
| Atalaia   | 34,48 | 20,69 | 13,79 | 9,48 | 6,90 | 3,48 | 116      |
| Belver    | 58,85 | 16,67 | 9,88  | 2,67 | 4,73 | 1,03 | 486      |
| Comenda   | 38,67 | 24,28 | 19,60 | 7,91 | 3,42 | 1,80 | 556      |
| Gavião    | 34,46 | 34,35 | 7,33  | 9,41 | 5,58 | 1,86 | 914      |
| Margem    | 45,81 | 23,35 | 11,01 | 3,52 | 6,17 | 3,52 | 454      |
| Gavião    | 42,12 | 26,13 | 11,48 | 6,73 | 5,11 | 2,06 | 2 526    |

### Marvão
| Partido                 | Partido                        | Votos | %               | +/-   |
| ----------------------- | ------------------------------ | ----- | --------------- | ----- |
|                         | Partido Social Democrata       | 805   | 41,56 / 100,00  | 10,01 |
|                         | Partido Socialista             | 657   | 33,92 / 100,00  | 6,01  |
|                         | CDS – Partido Popular          | 160   | 8,26 / 100,00   | 0,78  |
|                         | Coligação Democrática Unitária | 87    | 4,49 / 100,00   | 0,18  |
|                         | Bloco de Esquerda              | 60    | 3,10 / 100,00   | 4,58  |
|                         | PCTP/MRPP                      | 23    | 1,19 / 100,00   | 1,06  |
|                         | Outros                         | 55    | 2,83 / 100,00   |       |
| Votos Inválidos         | Votos Inválidos                | 90    | 4,64 / 100,00   | 0,85  |
| Total                   | Total                          | 1 937 | 100,00 / 100,00 |       |
| Eleitorado/Participação | Eleitorado/Participação        | 3 202 | 60,49 / 100,00  | 3,08  |

| Freguesia                | %     | %     | %    | %    | %    | %    | Votantes |
| Freguesia                | PSD   | PS    | CDS  | CDU  | BE   | PCTP | Votantes |
| ------------------------ | ----- | ----- | ---- | ---- | ---- | ---- | -------- |
| Beirã                    | 37,64 | 38,38 | 8,49 | 6,64 | 3,69 | 1,11 | 271      |
| Santa Maria de Marvão    | 45,28 | 35,04 | 4,72 | 1,57 | 3,94 | 0,79 | 254      |
| Santo António das Areias | 35,68 | 39,97 | 7,66 | 4,75 | 3,37 | 1,84 | 653      |
| São Salvador da Aramenha | 46,77 | 26,75 | 9,88 | 4,48 | 2,37 | 0,79 | 759      |
| Marvão                   | 41,56 | 33,92 | 8,26 | 4,49 | 3,10 | 1,19 | 1 937    |

### Monforte
| Partido                 | Partido                        | Votos | %               | +/-  |
| ----------------------- | ------------------------------ | ----- | --------------- | ---- |
|                         | Partido Socialista             | 612   | 35,03 / 100,00  | 2,70 |
|                         | Partido Social Democrata       | 468   | 26,79 / 100,00  | 7,87 |
|                         | Coligação Democrática Unitária | 261   | 14,94 / 100,00  | 1,95 |
|                         | CDS – Partido Popular          | 243   | 13,91 / 100,00  | 4,24 |
|                         | Bloco de Esquerda              | 53    | 3,03 / 100,00   | 7,88 |
|                         | PCTP/MRPP                      | 30    | 1,72 / 100,00   | 0,77 |
|                         | Outros                         | 36    | 2,06 / 100,00   |      |
| Votos Inválidos         | Votos Inválidos                | 44    | 2,51 / 100,00   | 0,38 |
| Total                   | Total                          | 1 747 | 100,00 / 100,00 |      |
| Eleitorado/Participação | Eleitorado/Participação        | 2 925 | 59,73 / 100,00  | 4,60 |

| Freguesia    | %     | %     | %     | %     | %    | %    | Votantes |
| Freguesia    | PS    | PSD   | CDU   | CDS   | BE   | PCTP | Votantes |
| ------------ | ----- | ----- | ----- | ----- | ---- | ---- | -------- |
| Assumar      | 30,98 | 28,62 | 22,90 | 6,40  | 3,03 | 2,69 | 297      |
| Monforte     | 31,31 | 28,21 | 10,26 | 20,11 | 3,78 | 2,02 | 741      |
| Santo Aleixo | 41,69 | 28,73 | 13,24 | 7,89  | 2,82 | 0,85 | 355      |
| Vaiamonte    | 39,55 | 25,14 | 14,97 | 13,28 | 1,69 | 1,13 | 354      |
| Monforte     | 35,03 | 26,79 | 14,94 | 13,91 | 3,03 | 1,72 | 1 747    |

### Nisa
| Partido                 | Partido                        | Votos | %               | +/-   |
| ----------------------- | ------------------------------ | ----- | --------------- | ----- |
|                         | Partido Social Democrata       | 1 518 | 35,99 / 100,00  | 10,89 |
|                         | Partido Socialista             | 1 378 | 32,67 / 100,00  | 5,63  |
|                         | Coligação Democrática Unitária | 456   | 10,81 / 100,00  | 1,23  |
|                         | CDS – Partido Popular          | 387   | 9,17 / 100,00   | 1,24  |
|                         | Bloco de Esquerda              | 143   | 3,39 / 100,00   | 6,06  |
|                         | PCTP/MRPP                      | 75    | 1,78 / 100,00   | 0,56  |
|                         | Outros                         | 92    | 2,18 / 100,00   |       |
| Votos Inválidos         | Votos Inválidos                | 169   | 4,01 / 100,00   | 0,84  |
| Total                   | Total                          | 4 218 | 100,00 / 100,00 |       |
| Eleitorado/Participação | Eleitorado/Participação        | 7 108 | 59,34 / 100,00  | 4,50  |

| Freguesia              | %     | %     | %     | %     | %    | %    | Votantes |
| Freguesia              | PSD   | PS    | CDU   | CDS   | BE   | PCTP | Votantes |
| ---------------------- | ----- | ----- | ----- | ----- | ---- | ---- | -------- |
| Alpalhão               | 44,06 | 30,33 | 7,15  | 9,01  | 1,86 | 1,29 | 699      |
| Amieira do Tejo        | 28,66 | 32,48 | 23,57 | 3,18  | 1,27 | 2,55 | 157      |
| Arez                   | 29,88 | 40,85 | 6,10  | 8,54  | 4,27 | 1,22 | 164      |
| Espírito Santo         | 40,76 | 28,93 | 8,11  | 12,41 | 3,91 | 1,47 | 1 023    |
| Montalvão              | 28,08 | 34,23 | 18,08 | 7,31  | 2,69 | 3,08 | 260      |
| Nossa Senhora da Graça | 37,91 | 27,32 | 11,24 | 10,98 | 4,44 | 1,44 | 765      |
| Santana                | 11,89 | 48,95 | 18,88 | 5,94  | 3,85 | 2,80 | 286      |
| São Matias             | 37,95 | 31,79 | 12,31 | 6,15  | 2,56 | 4,10 | 195      |
| São Simão              | 37,63 | 29,03 | 21,51 | 3,23  | 3,23 | 4,30 | 93       |
| Tolosa                 | 33,51 | 39,06 | 7,81  | 7,47  | 3,65 | 1,04 | 576      |
| Nisa                   | 35,99 | 32,67 | 10,81 | 9,17  | 3,39 | 1,78 | 4 218    |

### Ponte de Sôr
| Partido                 | Partido                        | Votos  | %               | +/-  |
| ----------------------- | ------------------------------ | ------ | --------------- | ---- |
|                         | Partido Socialista             | 2 535  | 29,39 / 100,00  | 6,04 |
|                         | Partido Social Democrata       | 2 249  | 26,08 / 100,00  | 8,05 |
|                         | Coligação Democrática Unitária | 1 830  | 21,22 / 100,00  | 0,13 |
|                         | CDS – Partido Popular          | 817    | 9,47 / 100,00   | 2,35 |
|                         | Bloco de Esquerda              | 439    | 5,09 / 100,00   | 6,60 |
|                         | PCTP/MRPP                      | 201    | 2,33 / 100,00   | 0,28 |
|                         | Outros                         | 223    | 2,58 / 100,00   |      |
| Votos Inválidos         | Votos Inválidos                | 331    | 3,84 / 100,00   | 1,21 |
| Total                   | Total                          | 8 625  | 100,00 / 100,00 |      |
| Eleitorado/Participação | Eleitorado/Participação        | 15 184 | 56,80 / 100,00  | 2,43 |

| Freguesia      | %     | %     | %     | %     | %    | %    | Votantes |
| Freguesia      | PS    | PSD   | CDU   | CDS   | BE   | PCTP | Votantes |
| -------------- | ----- | ----- | ----- | ----- | ---- | ---- | -------- |
| Foros de Arrão | 26,55 | 42,05 | 11,43 | 5,23  | 5,81 | 3,10 | 516      |
| Galveias       | 23,66 | 33,63 | 22,77 | 8,63  | 4,61 | 1,64 | 672      |
| Longomel       | 42,84 | 12,87 | 21,49 | 6,43  | 7,02 | 3,07 | 684      |
| Montargil      | 21,29 | 22,41 | 37,11 | 7,87  | 3,05 | 2,81 | 1 245    |
| Ponte de Sor   | 28,55 | 31,72 | 13,17 | 12,10 | 5,52 | 1,91 | 4 291    |
| Tramaga        | 40,45 | 15,45 | 21,11 | 6,66  | 6,28 | 3,14 | 796      |
| Vale de Açor   | 31,83 | 26,84 | 28,03 | 4,28  | 1,19 | 2,61 | 421      |
| Ponte de Sor   | 29,39 | 26,08 | 21,22 | 9,47  | 5,09 | 2,33 | 8 625    |

### Portalegre
| Partido                 | Partido                        | Votos  | %               | +/-   |
| ----------------------- | ------------------------------ | ------ | --------------- | ----- |
|                         | Partido Social Democrata       | 5 520  | 41,79 / 100,00  | 10,51 |
|                         | Partido Socialista             | 3 713  | 28,11 / 100,00  | 8,19  |
|                         | CDS – Partido Popular          | 1 549  | 11,73 / 100,00  | 2,66  |
|                         | Coligação Democrática Unitária | 882    | 6,68 / 100,00   | 0,37  |
|                         | Bloco de Esquerda              | 588    | 4,45 / 100,00   | 6,80  |
|                         | PCTP/MRPP                      | 152    | 1,15 / 100,00   | 0,01  |
|                         | Outros                         | 291    | 2,19 / 100,00   |       |
| Votos Inválidos         | Votos Inválidos                | 515    | 3,89 / 100,00   | 0,60  |
| Total                   | Total                          | 13 210 | 100,00 / 100,00 |       |
| Eleitorado/Participação | Eleitorado/Participação        | 21 996 | 60,06 / 100,00  | 2,63  |

| Freguesia       | %     | %     | %     | %     | %    | %    | Votantes |
| Freguesia       | PSD   | PS    | CDS   | CDU   | BE   | PCTP | Votantes |
| --------------- | ----- | ----- | ----- | ----- | ---- | ---- | -------- |
| Alagoa          | 42,51 | 30,79 | 11,72 | 1,63  | 2,45 | 0,82 | 367      |
| Alegrete        | 44,98 | 34,03 | 9,46  | 2,54  | 2,31 | 0,81 | 867      |
| Carreiras       | 53,08 | 21,11 | 15,25 | 4,99  | 0,29 | 0,88 | 341      |
| Fortios         | 36,86 | 30,84 | 8,10  | 11,32 | 4,88 | 2,08 | 963      |
| Reguengo        | 47,51 | 24,59 | 10,50 | 5,25  | 3,59 | 0,83 | 362      |
| Ribeira de Nisa | 41,74 | 28,93 | 12,67 | 4,27  | 4,27 | 1,24 | 726      |
| São Julião      | 59,91 | 20,26 | 7,76  | 2,59  | 1,72 | 0,43 | 232      |
| São Lourenço    | 50,85 | 20,19 | 14,03 | 5,52  | 3,56 | 0,83 | 3 007    |
| Sé              | 36,68 | 29,60 | 11,98 | 8,39  | 5,81 | 1,19 | 5 283    |
| Urra            | 33,62 | 39,45 | 8,57  | 5,93  | 4,61 | 1,69 | 1 062    |
| Portalegre      | 41,79 | 28,11 | 11,73 | 6,68  | 4,45 | 1,15 | 13 210   |

### Sousel
| Partido                 | Partido                        | Votos | %               | +/-  |
| ----------------------- | ------------------------------ | ----- | --------------- | ---- |
|                         | Partido Social Democrata       | 952   | 35,18 / 100,00  | 5,55 |
|                         | Partido Socialista             | 781   | 28,86 / 100,00  | 6,40 |
|                         | Coligação Democrática Unitária | 450   | 16,63 / 100,00  | 1,46 |
|                         | CDS – Partido Popular          | 251   | 9,28 / 100,00   | 2,28 |
|                         | Bloco de Esquerda              | 71    | 2,62 / 100,00   | 3,77 |
|                         | PCTP/MRPP                      | 64    | 2,37 / 100,00   | 0,17 |
|                         | Outros                         | 53    | 1,96 / 100,00   |      |
| Votos Inválidos         | Votos Inválidos                | 84    | 3,11 / 100,00   | 0,47 |
| Total                   | Total                          | 2 706 | 100,00 / 100,00 |      |
| Eleitorado/Participação | Eleitorado/Participação        | 4 532 | 59,71 / 100,00  | 7,11 |

| Freguesia   | %     | %     | %     | %     | %    | %    | Votantes |
| Freguesia   | PSD   | PS    | CDU   | CDS   | BE   | PCTP | Votantes |
| ----------- | ----- | ----- | ----- | ----- | ---- | ---- | -------- |
| Cano        | 30,57 | 33,43 | 12,14 | 11,43 | 3,43 | 2,71 | 700      |
| Casa Branca | 27,20 | 28,27 | 25,23 | 8,97  | 3,04 | 3,19 | 658      |
| Santo Amaro | 35,93 | 38,44 | 12,56 | 6,03  | 1,76 | 1,51 | 398      |
| Sousel      | 43,79 | 21,89 | 15,68 | 9,26  | 2,11 | 1,89 | 950      |
| Sousel      | 35,18 | 28,86 | 16,63 | 9,28  | 2,62 | 2,37 | 2 706    |